# Fenestron (aéronautique)
Pour le terme de fenestron au sens où il est utilisé en architecture, voir fenestron (architecture).

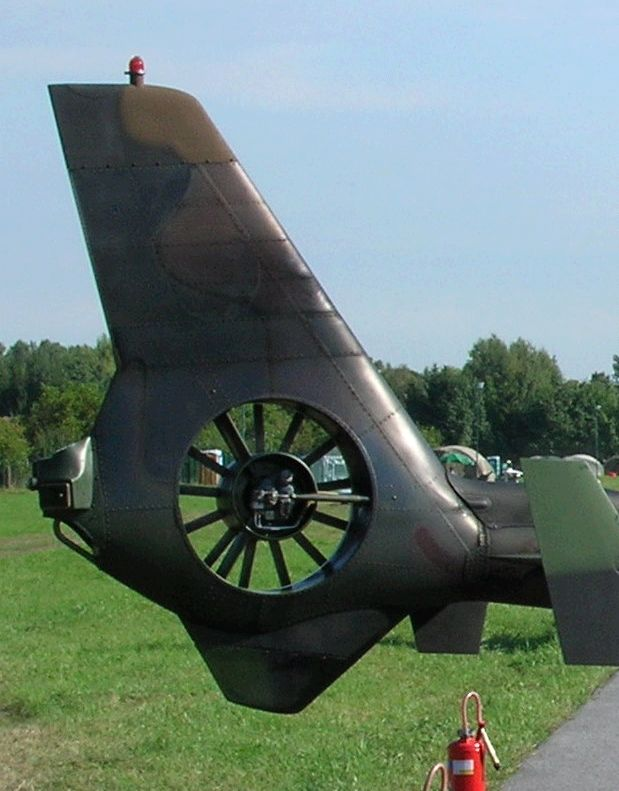
Fenestron d'hélicoptère Gazelle

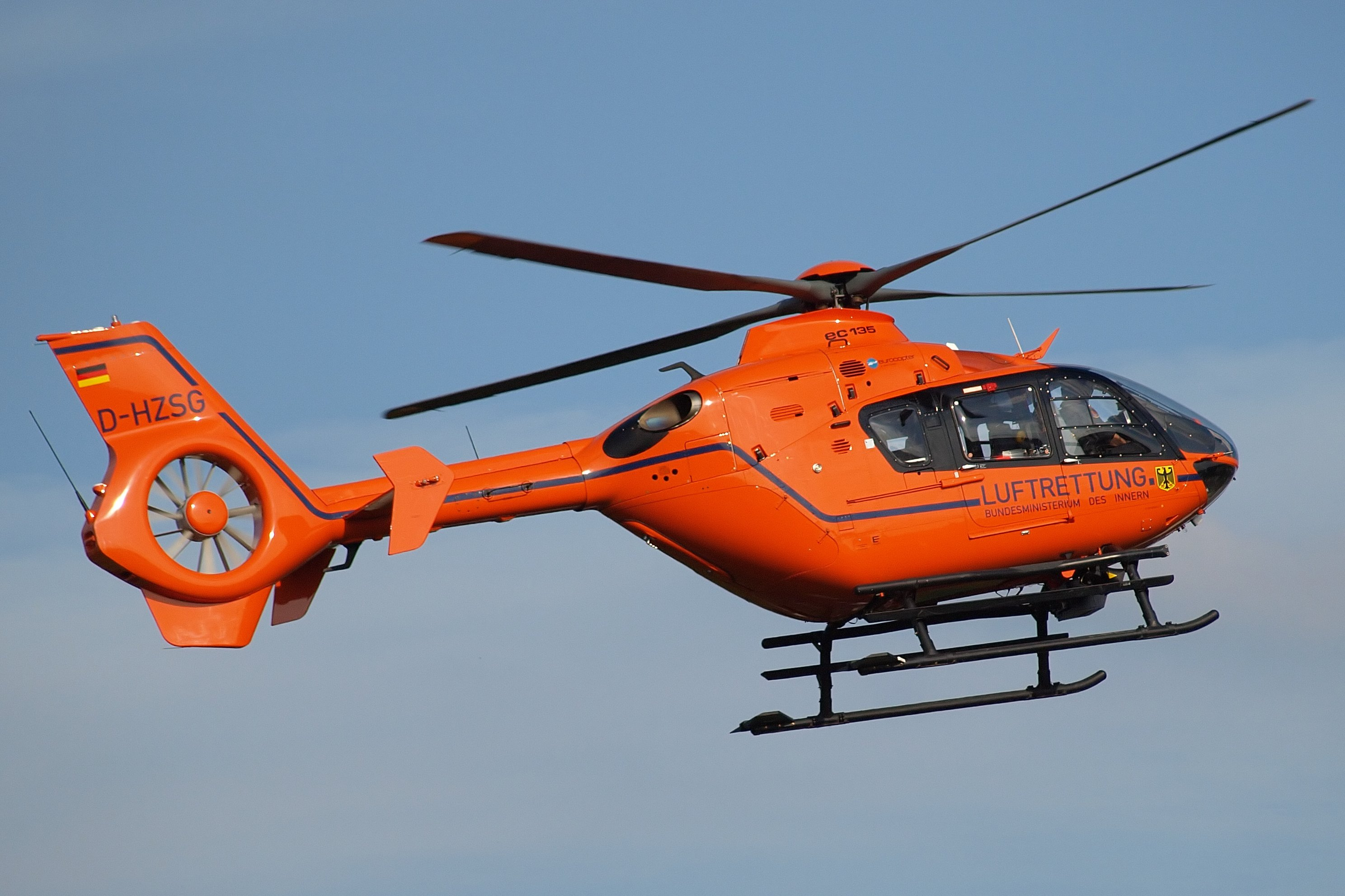
Eurocopter EC-135 allemand des urgences

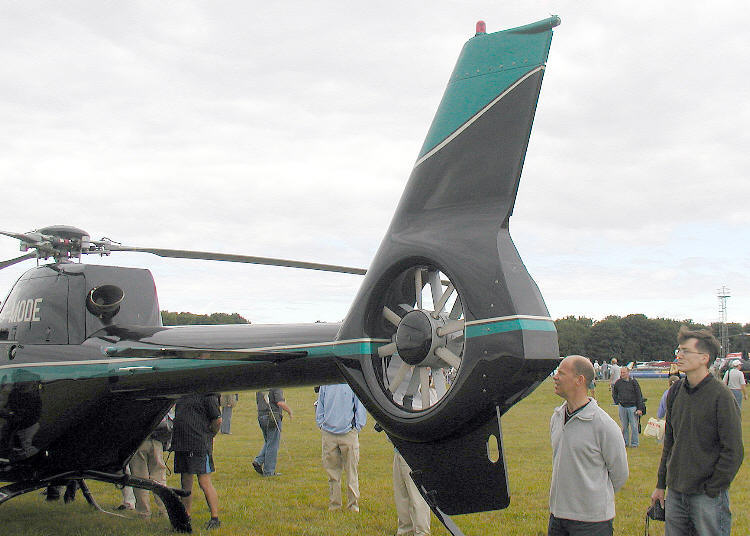
Eurocopter EC120B

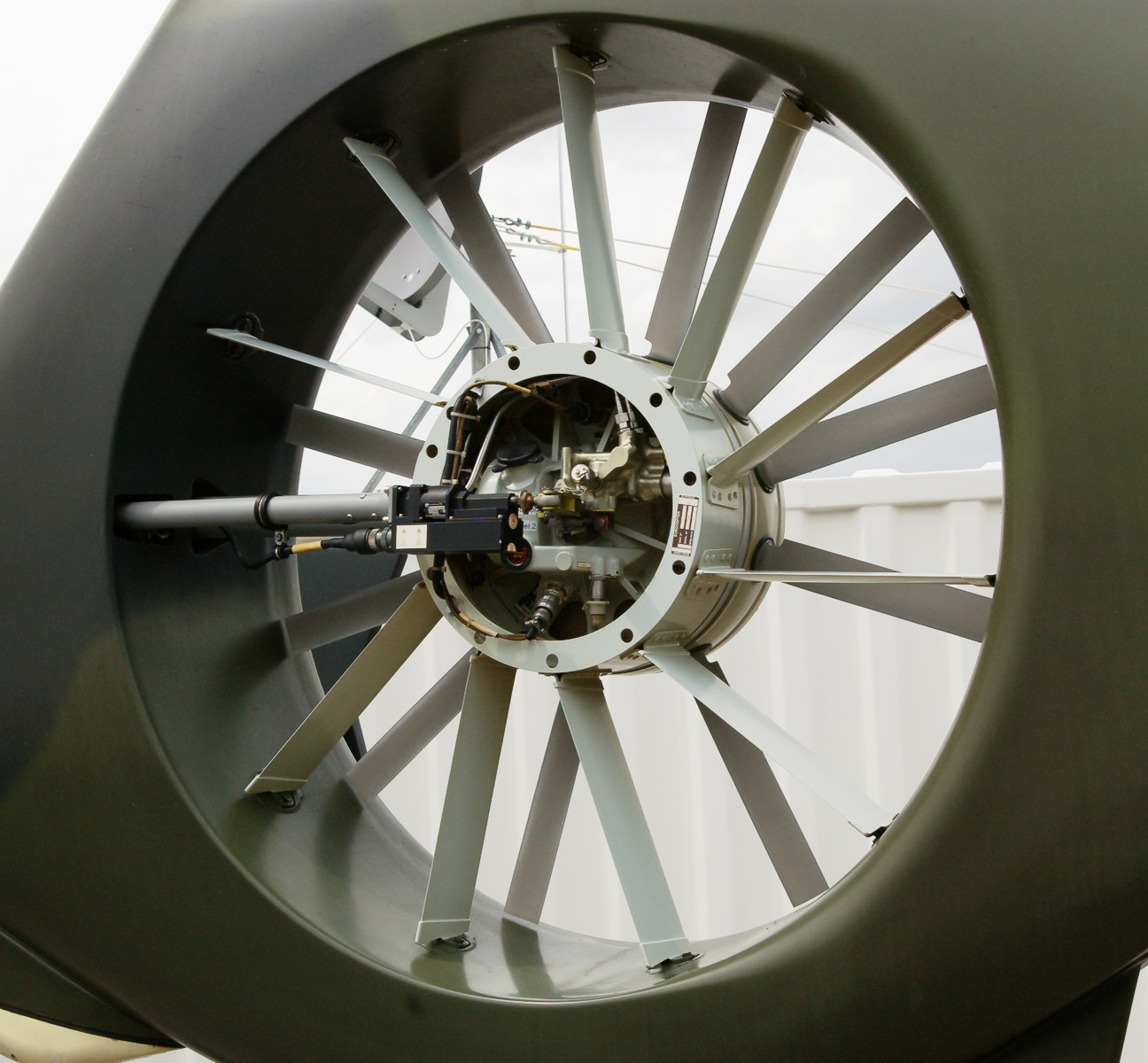
Fenestron d'Eurocopter EC-135

Un fenestron est une cavité carénée hébergeant le rotor anti-couple de queue d'un hélicoptère.
Les rotors de queue conventionnels ont de 2 à 4 pales. Les rotors de queue dans des fenestrons ont de 7 à 18 pales de taille plus réduite. Elles ont des angles d'incidence différents, en sorte que le bruit est réparti sur différentes fréquences et, de ce fait, moins intense. Le fenestron permet une vitesse de rotation supérieure.
Ce type d'architecture n'a d'intérêt que sur les machines de petit à moyen tonnage du fait du surcroît de consommation.
Le terme de fenestron, emprunté à l'occitan (diminutif masculin de fenèstra, fenêtre, et signifiant « lucarne »), est une marque déposée d'Airbus Helicopters,, passée dans le domaine public pour les  modèles de première génération, et non pour le modèle à pales asymétriques équipant les appareils d'Eurocopter plus récents. Ceci explique l'utilisation de ce terme par d'autres fabricants.

## Avantages et inconvénients
Les avantages présentés par ce dispositif sont les suivants :
- amélioration de la sécurité du personnel au sol : la taille réduite du rotor et le carénage permettent au personnel de se trouver sans risque plus près de l'hélicoptère ;
- diminution des risques de heurts avec des objets étrangers tels que des cailloux du fait du carénage et du plus grand éloignement du sol ;
- réduction du niveau sonore du fait du carénage pouvant intégrer des absorbants acoustiques, du grand nombre de pales et de leurs divers angles d'incidence.

Cependant, les inconvénients suivants doivent être considérés :
- puissance nécessaire plus élevée qu'avec un rotor de queue classique ou un dispositif NOTAR (NO TAil Rotor), notamment en vol stationnaire ;
- coût de fabrication supérieur ;
- poids supérieur.

## Bref historique
Le fenestron a été conçu par Paul Fabre, alors sous la direction de René Mouille, et développé par le constructeur aéronautique Sud-Aviation. Ce constructeur a ensuite intégré la société Aérospatiale, qui a ensuite fusionné avec Daimler-Benz AG pour constituer Eurocopter en 1992. Eurocopter fait maintenant partie d'European Aeronautic Defence and Space Company (EADS). Depuis 2014 Eurocopter est devenu Airbus Helicopters.
Le premier rotor de queue caréné de type Fenestron est mis en service le 12 avril 1968 sur le second prototype de l’hélicoptère Gazelle. Le fenestron a été intégré pour la première fois sur les Gazelle SA 340 et SA 341/342 développés par Sud-Aviation dans les années 1960, et certifié en 1972. Par la suite il est intégré à Eurocopter, ainsi que sur la majeure partie des hélicoptères légers et mi-lourds développés ultérieurement, comme les EC120 Colibri, EC130 ECO Star, EC135 et AS365 N/N3 Dauphin et EC155 Super-Dauphin, ou encore sur le Cabri G2 d'Hélicoptères Guimbal.
Un SA 330Z et un AS350Z ont chacun été équipés d'un fenestron, mais n'ont jamais dépassé le stade expérimental.
On peut aussi le trouver sur le Kamov Ka-60, dont seuls 8 prototypes ont été construits, et le Kawasaki OH-1 Ninja qui, bien que n'ayant pas connu un énorme succès, a été construit à près de  34 exemplaires. Il était aussi présent sur le projet d'hélicoptère militaire américain RAH-66 Comanche annulé en 2004 en pleine guerre en Irak, faute de budget.